# Slag om Basra
De Slag om Basra was een veldslag tijdens de Eerste Wereldoorlog. De veldslag vond plaats op 11 november tot 21 november 1914 in en nabij de stad Basra (nu in Irak) tussen troepen van het Verenigd Koninkrijk en het Ottomaanse Rijk. De slag eindigde met de inname van de stad door de Britten.

## Achtergrond
Na de verovering van Fao door de Britten, hergroepeerde het Ottomaanse leger zich bij Basra.
De Britten vreesden dat de Ottomaanse troepen een aanval voorbereidden om Fao te heroveren, daarom werd besloten om het Ottomaanse leger te verslaan en Basra in te nemen.

## De slag
Op 7 november 1914 trokken de Britse troepen van Fao op naar Basra. Het Ottomaanse leger stuurde cavalerie om de Britse opmars te stoppen, er waren verschillende confrontaties tussen de Britse infanterie en de Ottomaanse cavalerie tussen 7 en 9 november. Ondanks deze aanvallen bereikte het Britse leger op 10 november de stad. Het Ottomaanse leger trok zich terug van Basra, en liet een paar honderd troepen achter om de stad te verdedigen. Toen de Britten de stad aanvielen, hadden ze de overgebleven Ottomaanse troepen in enkele uren verslagen en de stad ingenomen.

## Achteraf
Ondanks de inname van Basra hadden de Britten hun doel niet bereikt: het vernietigen van het hoofdleger van de Turken. Deze had zich nu teruggetrokken/hergroepeert bij al Koet. Het falen van de Britten in een beslissende slag zou resulteren in veel meer campagnes in Mesopotamië.